# Cixius meruana
Cixius meruana är en insektsart som beskrevs av Vilbaste 1910. Cixius meruana ingår i släktet Cixius och familjen kilstritar. Inga underarter finns listade i Catalogue of Life.